# 誰より好きなのに
「誰より好きなのに」（だれよりすきなのに）は、古内東子の7枚目のシングル。1996年5月22日にソニー・レコードからリリースされた（SRDL-4188）。古内東子の代表曲。

## 収録曲
- 全曲、作詞・作曲：古内東子　編曲：小松秀行

1. 誰より好きなのに
  - YTV・NTV系ドラマ『俺たちに気をつけろ。』挿入歌
  - YTV『目玉とメガネ』エンディング・テーマ
2. あの日のふたり
3. 誰より好きなのに（オリジナル・カラオケ）

## 参加ミュージシャン
- Drums:佐野康夫
- Bass:小松秀行
- Guitar:斎藤誠
- A.Piano,Fender Rhodes:中西康晴
- Percussions:浜口茂外也
- Horns:小林グループ

## 収録アルバム
オリジナル・アルバム
- 『Hourglass』(1996年) - アルバム・リミックスで収録。

ベスト・アルバム
- 『TOKO〜best selection』(1998年)
- 『THE SINGLES SONY MUSIC YEARS 1993 - 2002』(2010年)
- 『And then... 〜20th anniversary BEST〜 』（2013年） - 本アルバムには「誰より好きなのに feat. 槇原敬之」として槇原敬之とのデュエットバージョンが収録。
- 『誰より好きなのに～25th anniversary BEST～』（2018年）

## Soweluのシングル
「誰より好きなのに」（だれよりすきなのに）は、日本の歌手・Soweluの15枚目のシングル。2007年6月20日にデフスターレコーズから発売された。

### 解説
- 通常盤と初回生産限定盤の二種リリース。初回生産限定盤はDVD付き。
- 誰より好きなのにのピアノ部分は古内東子本人が担当。なお初回生産限定盤購入者限定でLieをCM曲に起用した「PEACH JOHN」から抽選にてオリジナルポーチプレゼントされた[2]。

### 収録曲

#### CD
1. 誰より好きなのに (4:48)
作詞・作曲:古内東子、編曲:河野圭
読売テレビ・日本テレビ系「ザ・ワイド」エンディング・テーマ
2. Lie (3:40)
作詞:Sowelu、作曲:SiZK、編曲:SiZK
ランジェリーストア「PEACH JOHN」CMソング
3. 誰より好きなのに (less vocal) (4:48)
4. Lie (less vocal)  (3:41)

#### DVD (初回生産限定盤のみ)
1. 誰より好きなのに
2. Making of 誰より好きなのに
3. 5th.Anniversary特別企画映像

### 収録アルバム
| 曲名             | アルバム                      | 発売日        |
| ---------------- | ----------------------------- | ------------- |
| 誰より好きなのに | 『Naked』                     | 2008年4月9日  |
| 誰より好きなのに | 『Sowelu THE BEST 2002-2009』 | 2009年3月18日 |
| Lie              | 『Naked』                     | 2008年4月9日  |

## 他のカバー
リリース年順。
誰より好きなのに
- ソニン(2005年) - シングル『あすなろ銀河』カップリングに収録。
- three NATION (2005年) - サンプリングし、シングル発売。
- 美吉田月 (2008年) - アルバム『pure flavor #2〜key of love〜』に収録。
- Tiara (2009年) - 配信限定カバーシングル。
- 徳永英明 (2010年) - カバーアルバム『VOCALIST 4』に収録。
- 清水翔太 (2012年) - アルバム『MELODY』に収録。
- くすまさんしまい（黒澤ゆりか、若狭みなと、臼井晴菜）(2014年) - カバーシングル。TVアニメ『pupa』エンディングテーマとして起用された。
- Ms.OOJA (2014年) - シングル『また恋をすることなど』カップリングに収録。
- JUJU (2014年) - カバーアルバム『Request II』に収録。
- 佐久間まゆ（牧野由依） (2014年) - アルバム『THE IDOLM@STER CINDERELLA MASTER Cute Jewelries! 002』に収録。なお、ショートバージョンの歌唱だが、伴奏のピアノは牧野由依の演奏。
- 米倉利紀 (2015年)  - カバーアルバム「うたびと」に収録[3]。
- 稲垣潤一・柴咲コウ (2015年) - 稲垣のデュエットカバーアルバム『男と女5』に収録[4]。
- fumika (2018年) - カバーアルバム『COVER LIFE』に収録。